# Buck Ewing
William „Buck“ Ewing (* 17. Oktober 1859 in Hoagland, Ohio; † 20. Oktober 1906 in Cincinnati, Ohio) war ein US-amerikanischer Baseballspieler in der Major League Baseball (MLB), der von 1890 bis 1900 Spieler und Manager in einer Person war. Er ist der erste Catcher aus dem 19. Jahrhundert der in die Baseball Hall of Fame aufgenommen wurde.
Ewings Bruder John spielte ebenfalls in der MLB.

## Biografie
Ewing wuchs in Cincinnati auf und kam dort schon früh mit professionellem Baseball in Kontakt. Mit 20 unterzeichnete er einen Vertrag für die Minor Leagues. Allerdings kam er nicht oft zum Einsatz und er unterzeichnete ein Jahr später einen Profivertrag bei den Troy Trojans. Dort gab er am 9. September 1880 in der National League sein MLB-Debüt. Einen Namen machte er sich aber erst 1883 bei den New York Giants. Dort führte er die Liga 1883 mit 10 Home Runs an. 1884 schlug er mit 20 Triple die meisten in der National League. Ewing war nicht nur offensiv stark, sondern wusste sich auch in der Defensive zu behaupten. In erster Linie spielte er als Catcher, doch aufgrund seiner vielseitig wurde er auch als First Baseman und im Outfield eingesetzt.
1888 wurde Ewing zum Kapitän der New York Giants ernannt und er führte die Mannschaft 1888 und 1889 zur Meisterschaft. Als 1890 eine Spielerrevolte zur Bildung der kurzlebigen Players League führte, sammelte Ewing ersten Erfahrungen als Manager der New Yorker.
1892 erlitt er bei kaltem Wetter in Connecticut eine Verletzung an seinem Wurfarm. Die Verletzung zwang ihn als Catcher aufzuhören und die letzten Jahre seiner Laufbahn als First Baseman zu spielen. 1892 war auch gleichzeitig sein letztes Jahr bei den Giants. 1893 wechselte er zu den Cleveland Spiders, für die er bis 1894 auflief. Seine beste Saison war 1893, als er eine Batting Average von .344 schlug, mit 6 Home Runs, 122 Runs Batted In (RBI), 47 gestohlenen Bases und 117 Runs. 1895 folgte mit den Reds aus seiner Heimatstadt Cincinnati die letzte Station in seiner Karriere. Sein letztes Spiel für die Reds bestritt er am 27. Mai 1897, übernahm aber bis 1899 die Rolle des Managers. 1900 kehrte er für ein halbes Jahr zu den Giants als Manager zurück. In der Saisonmitte löste ihn George Davis in dieser Position ab.
Ewing beendete seine Karriere mit einer Batting Average von .303, 71 Home Runs, 883 RBI, 1129 Runs, 250 Doubles und 178 Triple.
Ewing starb am 20. Oktober 1906 in Cincinnati an Diabetes.
1939 wurde er als erster Catcher aus dem 19. Jahrhundert durch das Veterans Committee in die Baseball Hall of Fame aufgenommen.